# Larry Cannon (basket-ball)
Lawrence T. "Larry" Cannon, né le 12 avril 1947 à Philadelphie, (Pennsylvanie) et mort le 29 mai 2024, est un joueur américain de basket-ball. Il joue au poste d'Arrière.